# Otto I. von Braunschweig-Lüneburg

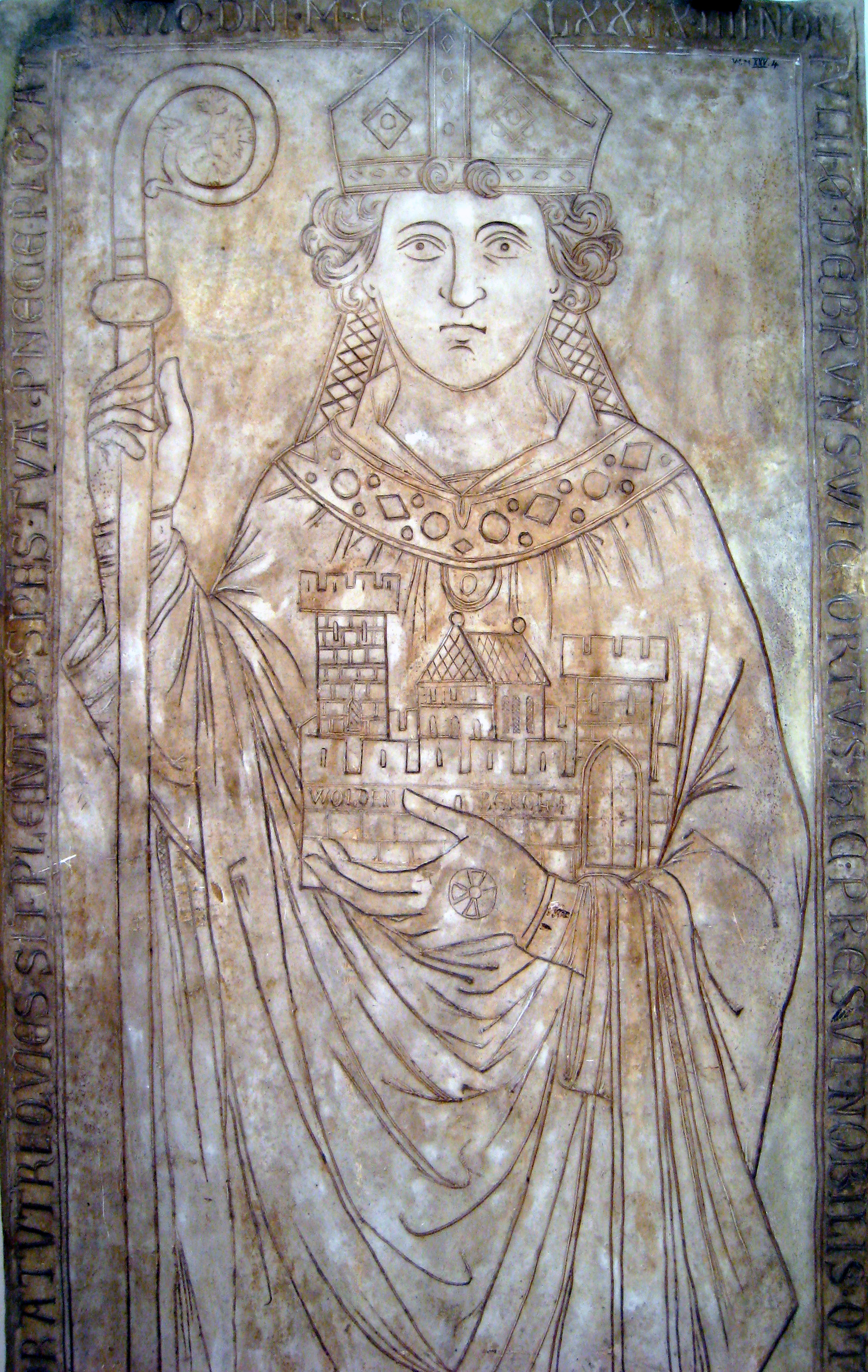
Otto I.

Otto I. von Braunschweig (* um 1247; † 4. Juli 1279 in Hildesheim) aus der Familie der Welfen war Bischof von Hildesheim von 1260 bis 1279.

## Leben
Otto I. von Braunschweig war der Sohn Herzog Ottos des Kindes von Braunschweig-Lüneburg und der Mathilde von Brandenburg. Er wurde noch minderjährig vom Domkapitel am 9. Oktober 1260 als Nachfolger Bischof Johanns gewählt. Vier Jahre später wurde die Wahl vom Papst bestätigt und im Jahr 1274 wurde er zum Bischof geweiht.
In die Zeit seines Episkopats fallen mehrere Erwerbungen des Bistums, unter anderem wurden 1275 die Grafschaft und Burg des Grafen von Wohldenberg angekauft. Otto I. residierte oft auf der Burg Poppenburg und stellte dort Urkunden aus. Die Bischöfe von Hildesheim waren zu dieser Zeit Mitinhaber der Poppenburg, ohne ihre Zustimmung konnte Graf Wedekind von Poppenburg nicht mehr handeln. Gleichzeitig gab Otto I. Graf Wedekind die Grafschaft Peine mit Stadt und Burg Peine zum Lehen. Dadurch gehörte Peine endgültig zum Einflussbereich des Hochstifts Hildesheim und wurde gleichzeitig Marktort. Nach dem Tod Graf Wedekinds von Poppenburg (1275) und seiner Frau Oda von Hohenbüchen (1276) fielen nach damaliger Rechtslage die Burg und die Grafschaft Poppenburg an den Landesherrn, den Bischof von Hildesheim.
Auf ein Zerwürfnis mit seinem Bruder Herzog Johann folgte nach dessen Beilegung ein Krieg mit seinem Bruder Herzog Albrecht. Dieser erhob Ansprüche auf fünf Dörfer des Salzgaus, worüber Otto die Grafschaftrechte gekauft hatte. Als Markgraf Otto III. von Brandenburg in der Funktion eines Schiedsrichters die Dörfer Herzog Albrecht zugesprochen hatte, brach ein Krieg zwischen den Brüdern aus. Herzog Johann trat nach vergeblichen Versuchen, seine beiden Brüder auszusöhnen, auf die Seite des Bischofs und gewann diesem als Bundesgenossen die Erzbischöfe von Magdeburg und Bremen. Nach dem Tod Johanns im Jahre 1277 wurde Herzog Albrecht Vormund über dessen Kinder. Trotzdem führte das Stift den Krieg, bei dem 1279 auch seine Burg Campen erobert wurde, erfolglos fort. Albrecht nahm Sarstedt und Gronau ein und nahm mehrere hildesheimische Ministerialen gefangen. Anschließend zog er gegen Hildesheim, wobei die Einnahme der Dammvorstadt nur durch starke Regengüsse verhindert wurde. In dieser Bedrängnis starb Bischof Otto 1279 im Alter von 32 Jahren.